# Швальбах (замок)
Швальбаз (нем. Burg Schwalbach) — замок эпохи позднего Средневековья, расположенный на вершине холма в коммуне Бургшвальбах в районе Рейн-Лан в земле Рейнланд-Пфальц, Германия. 

## История

### Ранний период
Замок был построен в 1368 году графом Эберхардом V фон Катценельнбогеном для обеспечения защиты северо-восточных границ своих владений. Традиционной датой завершения основных работ считается 1371 год. Правда, трудно представить, чтобы такое трудное и масштабное строительство завершилось в столь короткий срок. 
Деревня у подножья замка существовала и ранее. Однако в 1368 году император Карл IV даровал поселению права города. Это позволяло в числе прочего проводить в данном месте еженедельные ярмарки по вторникам. Благодаря этому, а также из-за появления рядом графской резиденции поселение стало быстро расти и богатеть. 
Тем не менее, полноценный город (то есть кварталы, обнесённые каменными стенами, ратуша и прочие важные сооружения) так и не возник здесь вплоть до XVIII века. Бургшвальбах в документах до этого времени по прежнему назывался деревней. 

### От эпохи Возрождения до XIX века

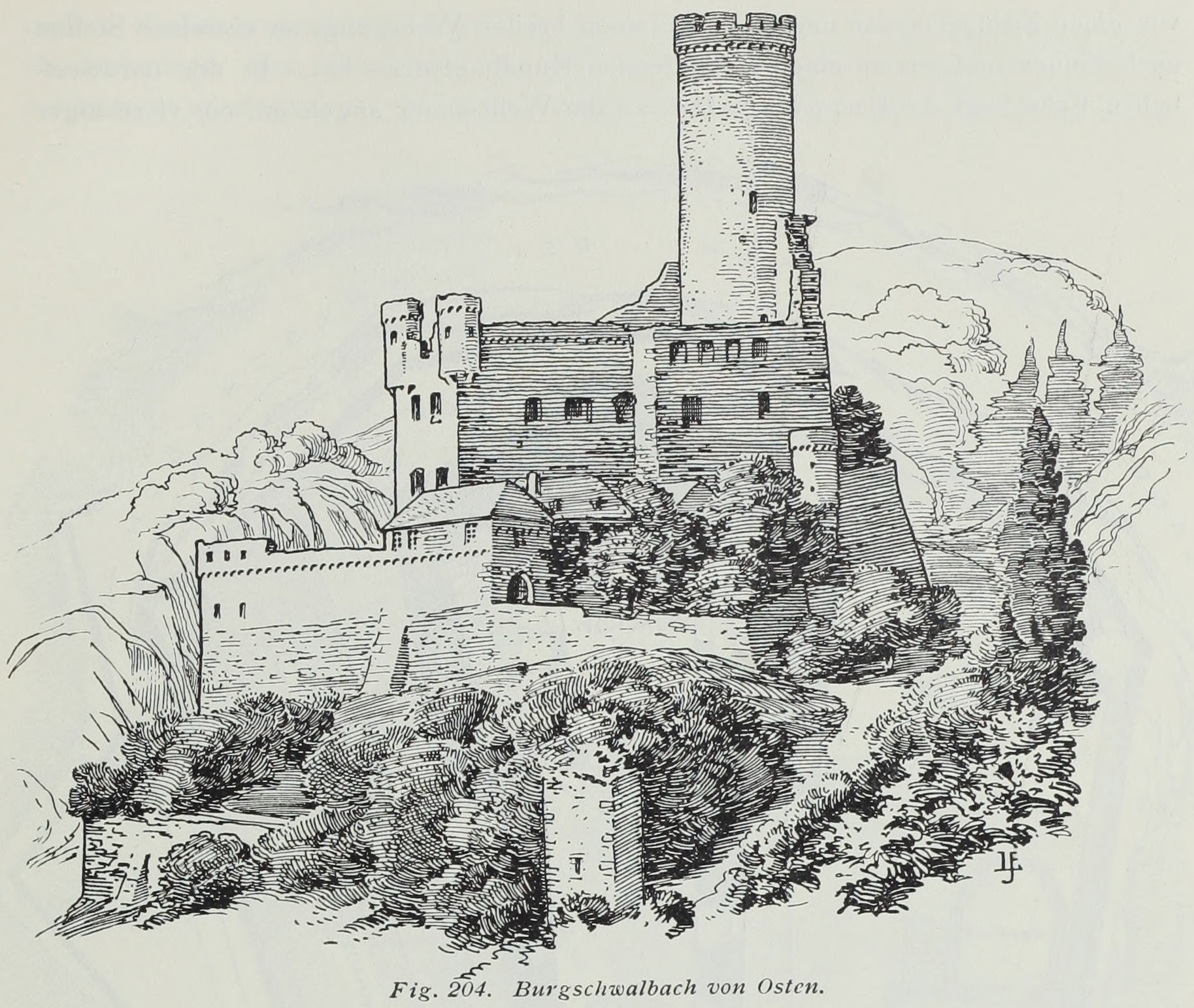
Рисунок замка, сделанный в 1907 году

В 1536 году территория, где располагался замок, вошла в состав герцогства Нассау. После разделения герцогства Нассау на две части Бургшвальбах и замок в 1594 году перешли в собственность графа Вильгельма фон Нассау-Вайльбург. Одновременно крепость была превращена в административный центр округи. Помимо прочего граф объявил Швальбах своей официальной резиденцией. Была проведена серьёзная реконструкция крепости.
После смерти Вильгельма в 1597 году в замке до 1628 года проживала его вдова Эрика. За три десятилетия она провела здесь значительные строительные работы. 
Административные службы княжества Нассау-Вайльбурга размещались в замке до 1720 года. К этому времени многие здания замка обветшали. 
К 1737 году стало ясно, что без ремонта замку грозит разрушение. Но правительство княжества Нассау-Усингена (к владениям которого теперь принадлежал Швальбах и окрестные земли) посчитало расходы на реставрацию чрезмерными. Было принято решение разобрать строения и продать фрагменты построек в виде стройматериалов местным жителям. Вскоре были разобраны крыши, внутренние деревянные опоры и балки, а затем проданы с аукциона. Правда, каменные стены остались в сохранности, хоть и в полуразрушенном виде.
В 1817 году предприниматель Георг Филипп Шнабель купил руины. Его семья открыла в замке в 1858 году ресторан. Как ни удивительно, но ресторан существует в замке и в настоящее время.

### XX и XXI века
В течение XX века многие каменные постройки замка приходили во всё больший упадок. У владельцев не хватало средств на полноценные восстановительные работы.
В 2006 году часть зубчатых стен обрушилась. Тогда впервые началась подготовка проекта масштабной реконструкции и реставрации замка. С 2010 года при поддержке местных властей начались строительные работы. 

## Описание

### Замок
Замок был построен из сланцевого камня. В своём основании весь комплекс имеет пятиугольную форму. В замке располагались трёхэтажное здание графской резиденции, казармы и хозяйственные постройки. Внутри был предусмотрен небольшой внутренний дворик. Главная круглая башня (донжон) имеет высоту около 40 метров.  
Снаружи замок окружён сплошным кольцом каменных стен с двумя башнями. Кроме того, крепость защищал глубокий ров.  
Любопытной особенностью крепости можно считать проведённую под землей сложную систему труб для снабжения гарнизона водой. От посторонних глаз всё было тщательно скрыто. В 1545 года этот водопровод перестал функционировать и его в 1598 году заменили новым глиняным трубопроводом. Остатки этой системы были обнаружены в 1962 году. 

### Замковая часовня
В замке имелась часовня. К концу XVI века она очень обветшала. Но при графине Эрике часовня была полностью восстановлена и в 1603 году открыта для богослужений. 
Сохранилась роспись алтаря, сделанная в начале XVI века. 

## Галерея

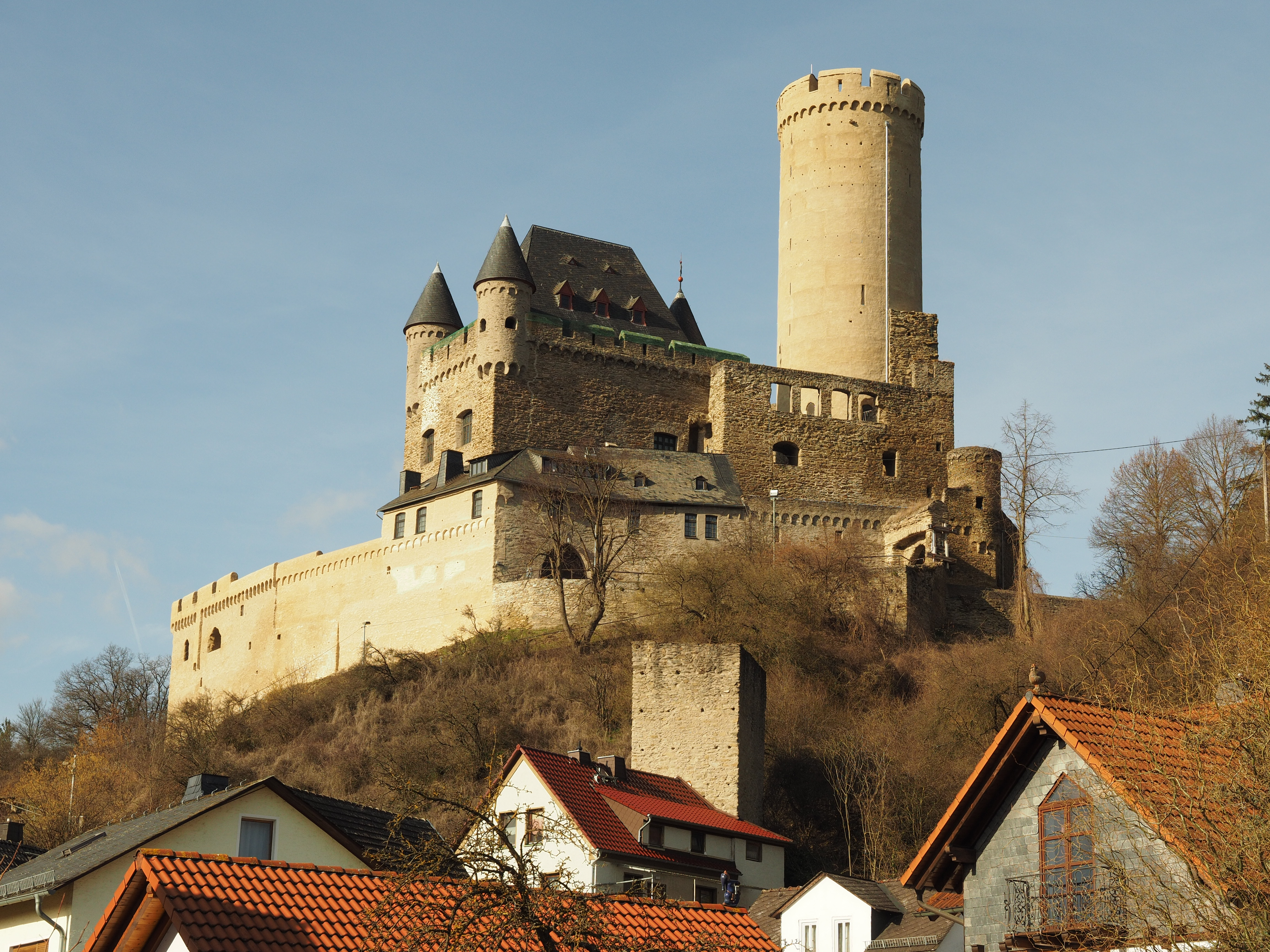
Вид замка Швальбах с южной стороны
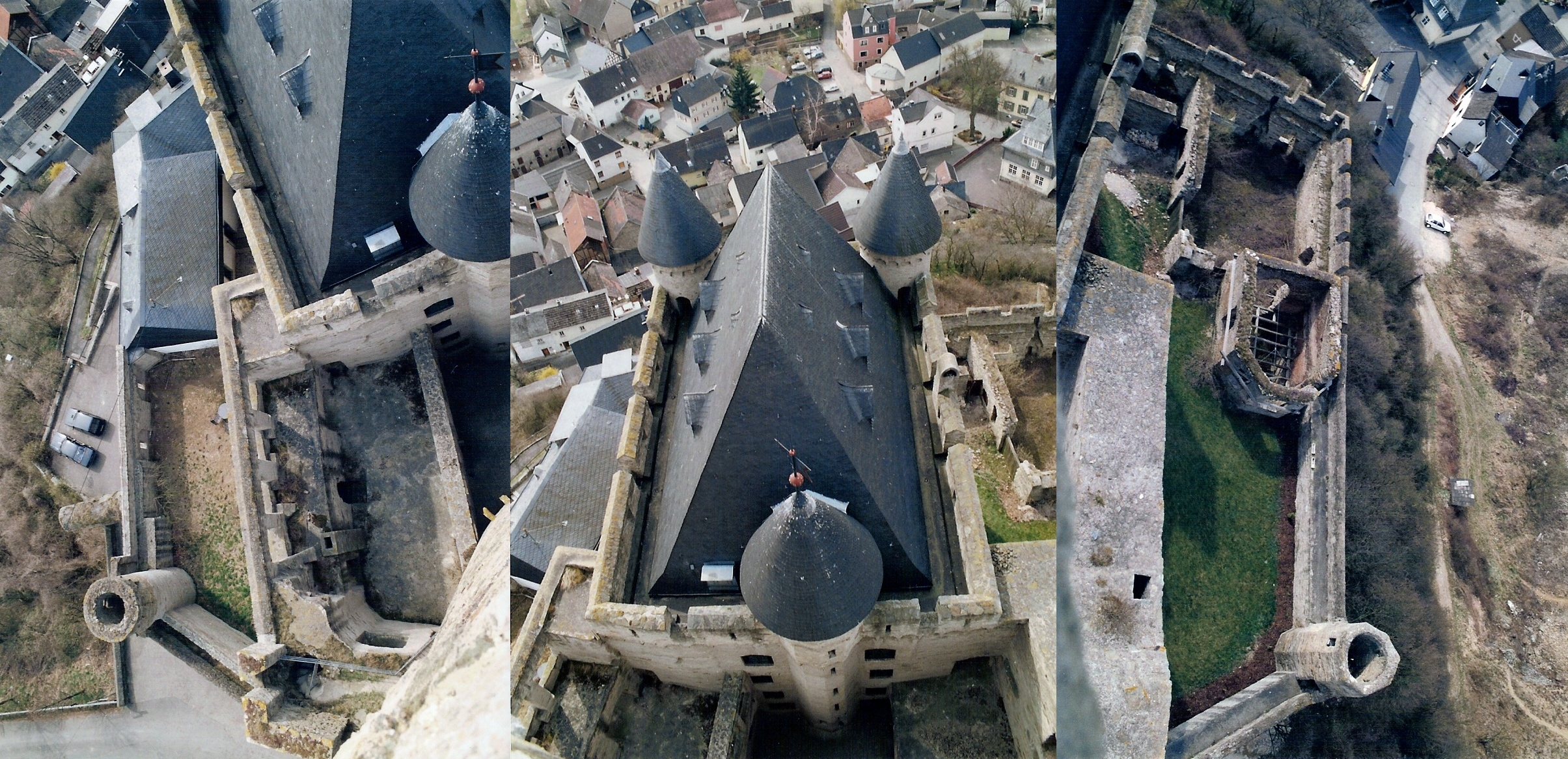
Виды замка с высоты птичьего полёта
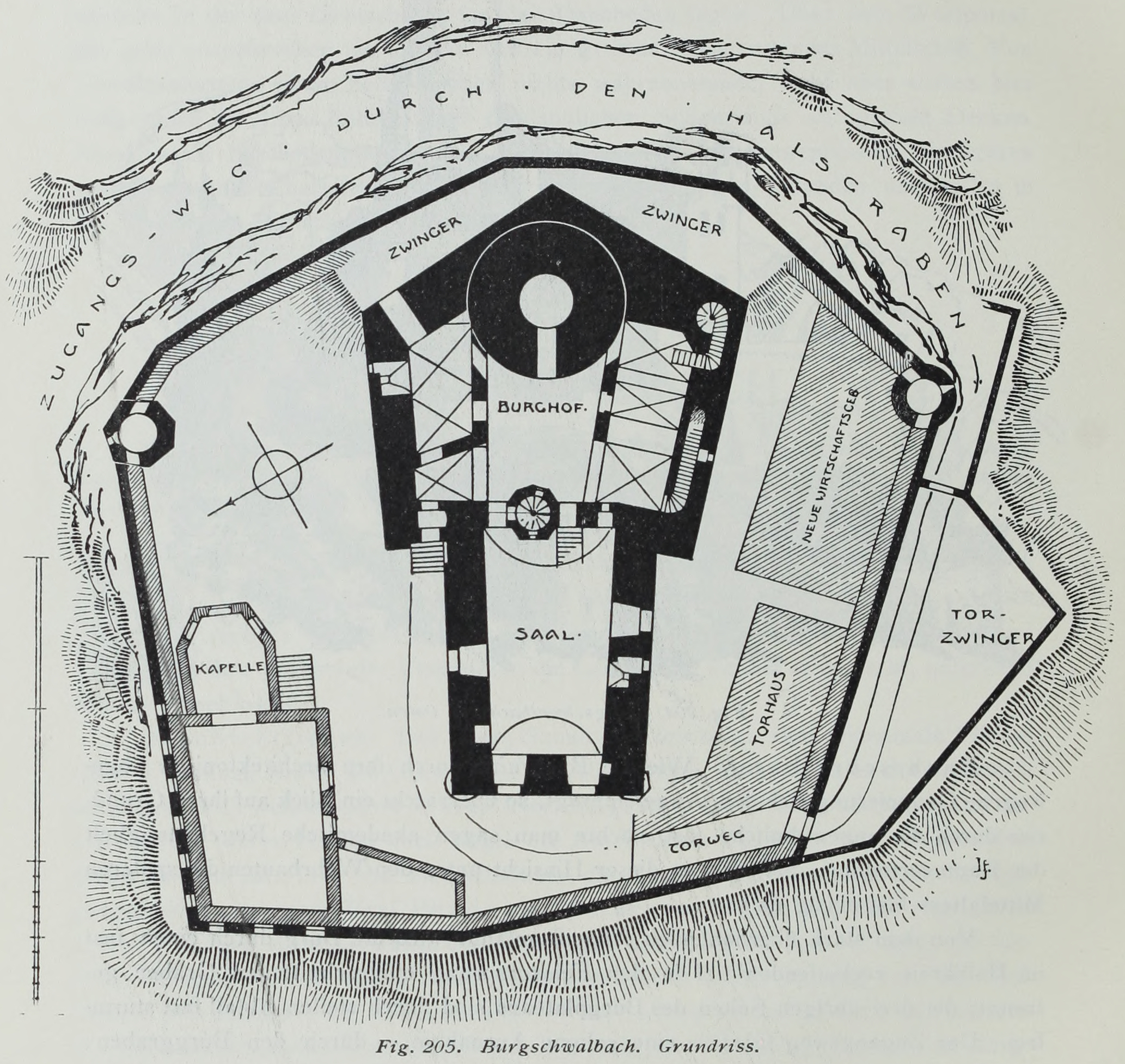
План замка, вид сверху